# Honorat z Marsylii
Honorat z Marsylii (zm. w V wieku) – biskup Marsylii, kontynuator Gennadiusza z Marsylii, ojciec Kościoła, prawdopodobnie autor pisma Żywot świętego Hilarego z Arles, święty Kościoła katolickiego.
Jego liczne dzieła nie zachowały się. Zmarł po 492 roku w Marsylii.
Wspomnienie liturgiczne obchodzone jest 31 sierpnia.